# 四过氧铬(V)酸钾
四过氧铬(V)酸钾是一种无机化合物，化学式为K3[Cr(O2)4]。它是红棕色顺磁性的固体，是少数过氧基稳定的配合物之一。

## 制备
四过氧铬(V)酸钾可由铬酸钾和过氧化氢在0 ºC反应得到：
2 CrO2−
4 + 8 H
2O
2 → 2 [Cr(O
2)
4]2−
 + 8 H
2O
反应生成中间态四过氧铬(VI)酸钾，并被过氧化氢还原为五价铬配合物：
2 [Cr(O
2)
4]2−
 + 2 OH− + H
2O
2 → 2 [Cr(O
2)
4]3−
 + 2 H
2O + O
2
总反应为：
2 CrO2−
4 + 9 H
2O
2 + 2 OH− → 2 [Cr(O
2)
4]3−
 + 10 H
2O  + O
2
该化合物在升温时分解。